# Relations entre Chypre et l'Estonie
Les relations entre Chypre et l'Estonie sont les relations bilatérales de Chypre et de l'Estonie, deux États membres de l'Union européenne.

## Histoire
Chypre a reconnu l'indépendance de l'Estonie le 12 septembre 1991. Les relations diplomatiques furent établies le 22 janvier 1992.

### XXIesiècle: adhésions des deux pays à l'Union européenne
Les deux pays sont entrés dans l'Union européenne le premier mai 2004, lors de la première phase du cinquième élargissement.

## Coopérations thématiques

### Économie
Les exportations estoniennes vers Chypre s'élevaient à 21,6 millions d'euros en 2017 et celles de Chypre vers l'Estonie s'élevaient à 2,3 millions d'euros la même année.

## Sources

## Compléments